# Manuel Carrasco
Pour les articles homonymes, voir Manuel Carrasco (homonymie) et Carrasco.
Manuel Carrasco est un chanteur espagnol pop, né le 15 janvier 1981 à Isla Cristina, province de Huelva (Andalousie), en Espagne.

## Biographie
Il est connu pour avoir été l'un des trois finalistes favoris de l'émission Operación Triunfo où il gagne un succès phénoménal et enregistre un certain nombre de succès, notamment avec l'album Quiéreme qui comprend le titre Que corra el aire et qui s'est vendu à plus de 200 000 exemplaires.

## Discographie
- 2003 "Que Corra El Aire"
- 2004 "Manuel Carrasco"
- 2006 "Tercera Parada" — sorti en octobre 2006
- 2008 "Inercia"
- 2012 "Habla"
- 2013 "Confieso que he sentido"
- 2015 "Bailar El Viento"
- 2018 "La Cruz Del Mapa"
- 2022 "Corazón y flecha"